# Manoir de Saussey
Le manoir de Saussey est une demeure, du XVIIe siècle, qui se dresse sur la commune française de Saussey dans le département de la Manche, en région Normandie. Elle abrite « quatre musées » regroupant des collections de crèches, verreries, faïences anciennes et mobiliers normands.

## Localisation
Le manoir de Saussey est situé, au cœur d'un vaste enclos, au bout d'une longue allée couverte, à 100 mètres au nord-est de l'église Saint-Martin de Saussey, dans le département français de la Manche.

## Historique
Le manoir de Saussey, bâti en majeure partie entre 1608 et 1747, en remplacement d'un château primitif dont on ne connaît pas l'emplacement, est l'un des plus anciens du sud Coutancais.
Il fut la propriété de plusieurs familles dont en premier, celle très ancienne de Saussey, mentionnée au XIIIe siècle dans plusieurs chartes, qui conservera le fief jusqu'au XVe siècle,.
Le 26 avril 1412, Landry de Saucey, écuyer, rend aveu au roi de France pour son fief sis en la paroisse de Saussey et de celle d'Orval. Celui-ci, en 1419, fera allégeance au roi d'Angleterre Henri V, lors de la deuxième partie de la guerre de Cent Ans, débarqué le 1er août 1417 à Touques avec 10 000 hommes.
Le fief du Saussey, qui dépendait du comté de Mortain, vers 1467, échoit par mariage entre les mains de la puissante famille de la Roque. En 1482, Pierre de Laroque, époux  de Florence du Saussey, dame de Saussey, est cité dans un aveu ; d'autres de la même famille en 1505 et 1506. En 1548, le fief est, par mariage, la possession de la famille de Pellevé qui, vers 1591-1595, l'échange avec Guy Le Cointe († v. 1630), avocat du roi au bailliage de Coutances. Le 6 juin 1608, celui-ci en rend aveu au roi ; le manoir est alors à l'état de ruine.
Son neveu, Charles Le Moyne, qui a hérité du fief avant 1632 de Guy Le Cointe, l'échange le 7 février 1645 avec Charles Belin, seigneur de Lingreville, sieur d'Ardennes et autres lieux, tout en se réservant le domaine non fieffé dont le manoir seigneurial, comprenant maisons et colombier. À partir de cette date et jusqu'à la Révolution, le manoir et le fief auront des propriétaires différents,.
Le manoir passe par mariage des Le Moyne au Mary de Bactot à la suite du mariage d'Élisabeth le Moine, qui en a hérité de son père Charles (mort un peu avant novembre 1661), avec Charles de Mary de Bactot († 1696), sieur du Bosc, et restera dans cette famille jusqu'au début du XIXe siècle.
Jacques Nicolas Louis de Mary de Bactot, fils des propriétaires, curé de Champ-du-Boult depuis 1776, sera chassé de sa paroisse est contraint de regagner le manoir familial. Celui-ci avait, en 1793, épousé sa bonne, Marie-Thérèse Vauvert avec qui il eut trois enfants dont deux filles qui finirent vieilles filles.
Le 9 janvier 1821, Pauline de Mary de Bactot, épouse séparée de corps et de biens de Victor-François Poulain de Nerville, et fille de Jean-François de Mary de Bactot (1750-an III) mort en émigration, vend à Jean-Charles Laville (1794-après 1848), médecin à Saussey : « la terre et ferme dite le Manoir, consistant en maisons de maîtres et de fermier, grange, étable, écurie, boulangerie, cave voûtée, pressoir, cour, haut et bas jardins, plans, terre labourable, prés, bois de haute futaie, bois jannière, droit de copropriété à un fourneau à chaux », d'une superficie de 11 hectares. Celui-ci le mettra en location dès l'année suivante. Clémence Laville (1827-1901), sa fille et épouse du docteur Auguste Tanquerey (1811-1890), en hérite, puis sa petite-fille Marie-Élisabeth Tanquerey qui, en 1891, y installe un ouvroir tenu par trois religieuses de la congrégation de la Miséricorde de Saint-Sauveur-le-Vicomte qui perdurera jusqu'en 1930. Marie-Élisabeth, meure à Coutances le 9 janvier 1930 et dès le 11 mars de la même année, la propriété est vendue à Paul Robin-Prévallée, de Coutances, qui la revend en deux lots : d'un côté la ferme acquise par M. Tardif et le manoir acquis en 1932 par Robert Viel, agriculteur à Valognes, qui le revend le 26 juillet 1943 à Joseph Carron, qui installe un cinéma dans la salle voûtée.
En 1960, la propriété est acquise par MM. Roger Monmélien et Jacques Langelier, collectionneur et antiquaire à Caen. Ce dernier, après la mort en 1993 de Monmélien, ouvre au public un musée qui regroupe ses collections de faïences, verreries et crèches.

## Description
On accède à la propriété après avoir emprunté  une double porte cintrée provenant du manoir des Loges à Orval remontée vers 1990.
Le manoir de Saussey, avec ses hautes toitures d'ardoise, ses cheminées et son aile en retour d'équerre caractéristiques des styles Henri IV et Louis XIII, a subi peu de modifications depuis le XVIIe siècle. Construit autour d'une cour séparée à l'ouest, de la ferme et de la basse-cour, et entouré d'un jardin à la française, il rejoint l'église et le presbytère bâtis au sud-ouest.
La façade avant du manoir présente des épis de faîtage et des lucarnes à capucine.
La ferme abrite un bâtiment du XVIe siècle et une grange ancienne. Le pigeonnier et le four à chaux ont été détruits au XIXe siècle, tout comme ont disparu un moulin et un étang.
Les jardins, au nord et au sud du logis, datent du XVIIIe siècle. La sortie du jardin arbore une grille en fer forgé du XVIIe siècle.
Les collections
Les collections sont ouvertes à la visite depuis 1993.
1. Le musée du verre : il occupe une salle voûtée en berceau, légèrement enterré, au rez-de-chaussée de l'aile la plus ancienne. Il regroupe des verreries datant du Ier au IVe siècle dont des yeux en pattes de verre de momie égyptienne ou encore une collection d'amulettes, des pistolets en verre probablement du XVIIIe siècle, et des verreries de différentes provenances du XVIe au XIXe siècle.
2. La collection de crèches françaises et italiennes : située dans l'aile est-ouest (la plus récente), il comprend des pièces des XVIIe et XVIIIe siècles, dont une crèche napolitaine du XVIIIe siècle provenant de la cathédrale d'Amalfi.
3. La collection de faïences : provenant de Forges-les-Eaux, présente des faïences populaires du XIXe siècle dite « cul-noir ».
4. Le mobilier normand : ensemble de coffres et meubles des XVIe et XVIIe siècles.

## Visite
Le manoir est ouvert au public tous les jours de Pâques à fin septembre.